# Сандарак

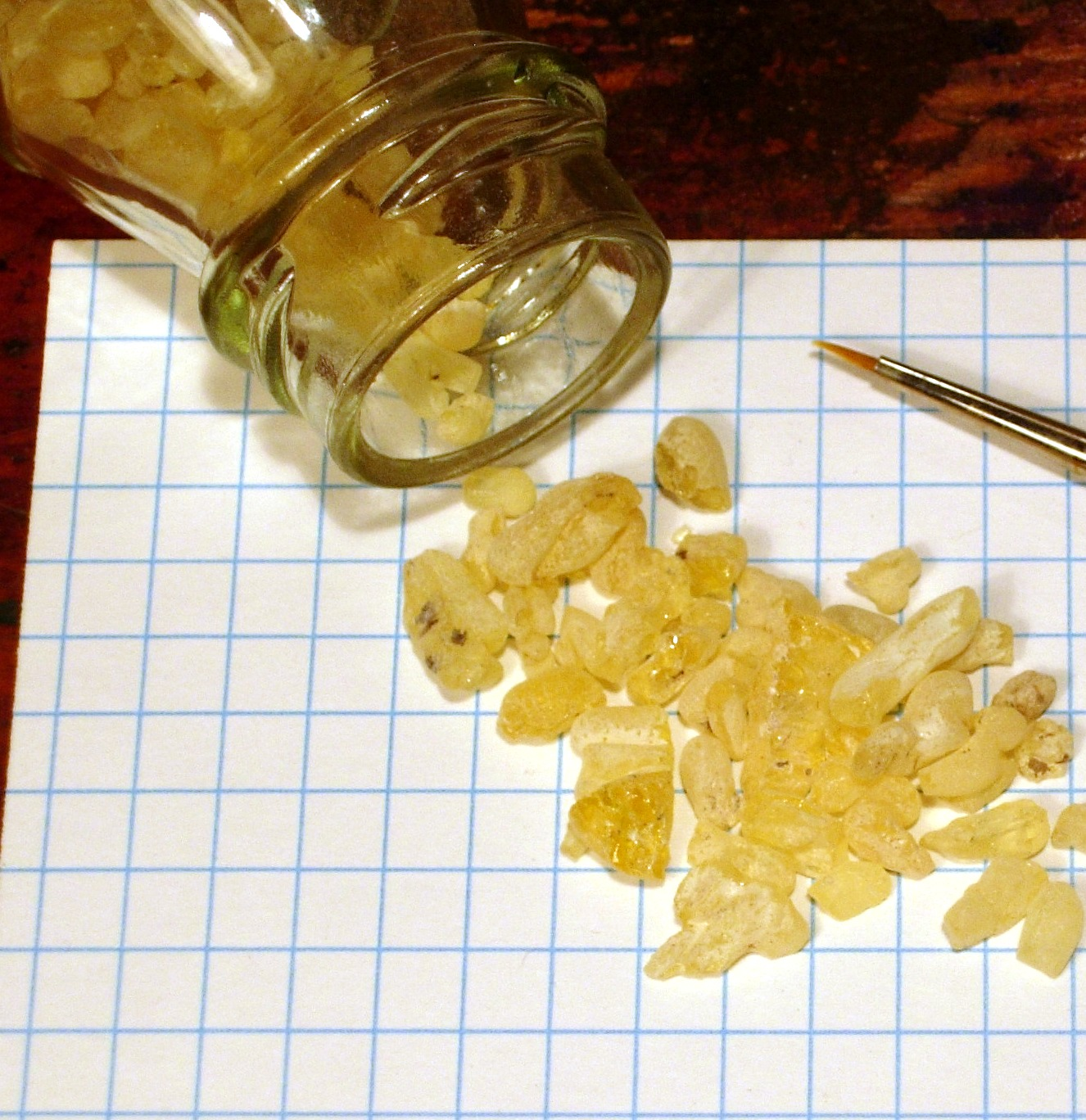

Сандара́к, или сандара́ка (греч. σανδαράκη, sandarake — красный мышьяк, реальгар) — ароматическая смола.
Добывается из трещин или надрезов в коре и ветвях североафриканского хвойного дерева Тетраклинис членистый (Tetraclinis articulata), распространённого в Атласских горах Алжира, или из дерева Callitris preissii, произрастающего в Австралии. В северных странах сандарак добывали также из смолы (коры) можжевельника.:112

## Свойства
Сандарак относится к числу кислых смол. По внешнему виду имеет много общего с мастиками, от которых отличается полной растворимостью в спирте. Кроме того, во рту на зубах сандарак крошится, а мастика размягчается. Сандарак частично растворяется в растворе соды и полностью растворим в щелочах, в отличие от мастик.:119 Состоит главным образом (около 95%) из двух кислот: сандараколовой C44H65O5COОН (85%) и каллитроловой С64H82O5(ОН)СООН (10%). Выделена ещё одна малоизученная кристаллическая кислота. Обнаружены также эфирное масло (до 2,5%) и горькие и минеральные вещества (до 0,5%).
Температура плавления — 135°C, размягчается при 100°C. Смола растворима в спирте, ацетоне и эфире, нерастворима в бензине, малорастворима в хлороформе и петролейном эфире, с жирными маслами при нагревании даёт тёмно-красные лаки.:119

## Применение
В торговлю идёт в виде желтовато-прозрачных зёрен (слёзок), длиною 0,5-2 см, винно-жёлтого цвета, сверху часто покрытых беловатым налётом; менее чистые или залежавшиеся сорта отличает светлый красновато-бурый цвет.
Употребляется в лаковом производстве, в зубоврачебном деле, входит в состав сургуча, для окуривания, как самостоятельно, так и в составе ладанов. Древними египтянами сандарак употреблялся для бальзамирования трупов.
Применяется для приготовления бесцветных спиртовых лаков, используемых для покрытия картин, пропитки картона, в фотографии.
Рецепт сандаракового лака: сандарак — 31 г, спирт — 200 мл, лавандовое масло — 16 мл. После смешивания и запечатывания под крышкой лак доходит несколько дней, периодически требуется встряхивать. После приготовления лак необходимо профильтровать.
Лак хранится долго. Хранить в прохладном тёмном месте, периодически фильтруя.